# لیندا ساندبلد
لیندا ساندبلد (انگلیسی: Linda Sundblad؛ زادهٔ ۵ ژوئیهٔ ۱۹۸۱) موسیقی‌دان اهل سوئد است.